# Louis II Lerambert
Pour les articles homonymes, voir Lerambert.

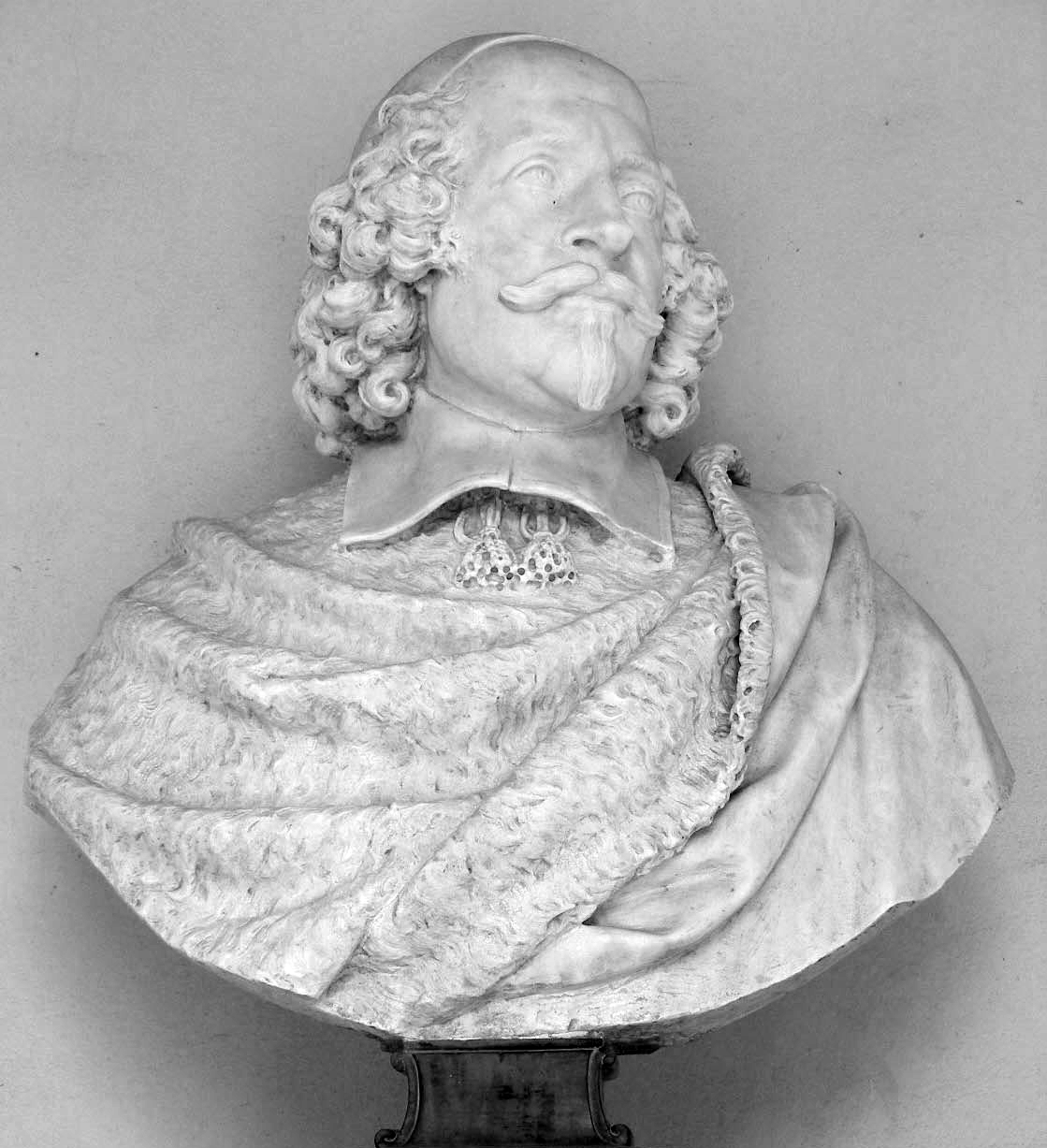
Buste de Mazarin (1664), marbre, Paris, bibliothèque Mazarine.

Louis Lerambert, dit Louis II Lerambert, né le 8 juin 1620 au palais du Louvre à Paris baptisé à Saint-Germain l'Auxerrois, mort le 15 juin 1670 en son domicile rue de Richelieu à Paris à 50 ans, enterrement le 16/6/1670 en l'église Saint-Roch et inhumation en l'église Saint-Germain l'Auxerrois, est un peintre et sculpteur français. Il est aussi connu de ses contemporains comme musicien, danseur, et poète.

## Biographie
Louis Lerambert (1620-1670) naît dans une famille nombreuse parisienne de quatre générations d'artistes : son grand oncle, Henri  Lerambert (1550-1609), était un peintre et créateur de cartons de tapisseries. Son père, Simon Lerambert (1577-1637), est le fils de Louis I Lerambert (1538-1614) maître maçon. Tous deux sont maître sculpteur et  jouissent d'un logement au Palais du Louvre à Paris en tant que garde des antiquités et marbres du roi. En 1637, Louis II Lerambert hérite de cette charge devenue héréditaire, mais que le roi lui retirera en 1663.
Il se forme d'abord dans l'atelier de Simon Vouet, où il rencontre le sculpteur Jacques Sarazin (dont il intégrera l'atelier), et se lie avec le peintre Charles Le Brun et le jardinier André Le Nôtre.
Sa carrière se déroule essentiellement durant la décennie 1660, période pendant laquelle il est actif sur de nombreux chantiers. En 1661, il exécute les décors de stucs de la chapelle du château de Chamarande.
Il est reçu à l'Académie royale de peinture et de sculpture le 17 mars 1663 : son morceau de réception est un buste en terre cuite du cardinal Mazarin, dont une version en marbre est conservé à la Bibliothèque Mazarine. Il devient adjoint à professeur de l'Académie en 1664, puis professeur l'année suivante.
Il travaille dès 1664 au Palais des Tuileries, et sculpte entre 1666 et 1668 une figure de la Sincérité (toujours conservée) pour l'attique du fronton ouest, du pavillon central du Palais. Il travaille aux décors sculptés du château de Blois pour Gaston d'Orléans, et obtient la commande des héritiers de Jean Courtin (mort en 1626), président au présidial de Blois, d'un grand tombeau pour le père et son épouse Marguerite Conte (morte en 1645), dont deux fragments en bas-reliefs ont survécu aux destructions révolutionnaires : La Mémoire et La Méditation (Blois, cathédrale Saint-Louis). Il reprendra d'ailleurs la figure de la Méditation pour orner le tombeau de la famille Bastard à l'église Saint-Eustache à Paris (détruit). Il sculpte aussi le tombeau du marquis et de la marquise de Dampierre. Il sculpte également plusieurs bustes : un buste en marbre de Mazarin (Paris, Institut de France) d'après son morceau de réception, un second buste de Mazarin (Versailles, musée national du château) provenant peut-être du collège Mazarin ou du couvent des Cordeliers, et un buste du maréchal de la Meilleraye en marbre. Les deux figures en buste représentant un Satyre et une Bacchante conservés au Louvre lui sont parfois attribués. Il réalise également deux bénitiers en marbre pour l'église Saint-Germain-l'Auxerrois à Paris.

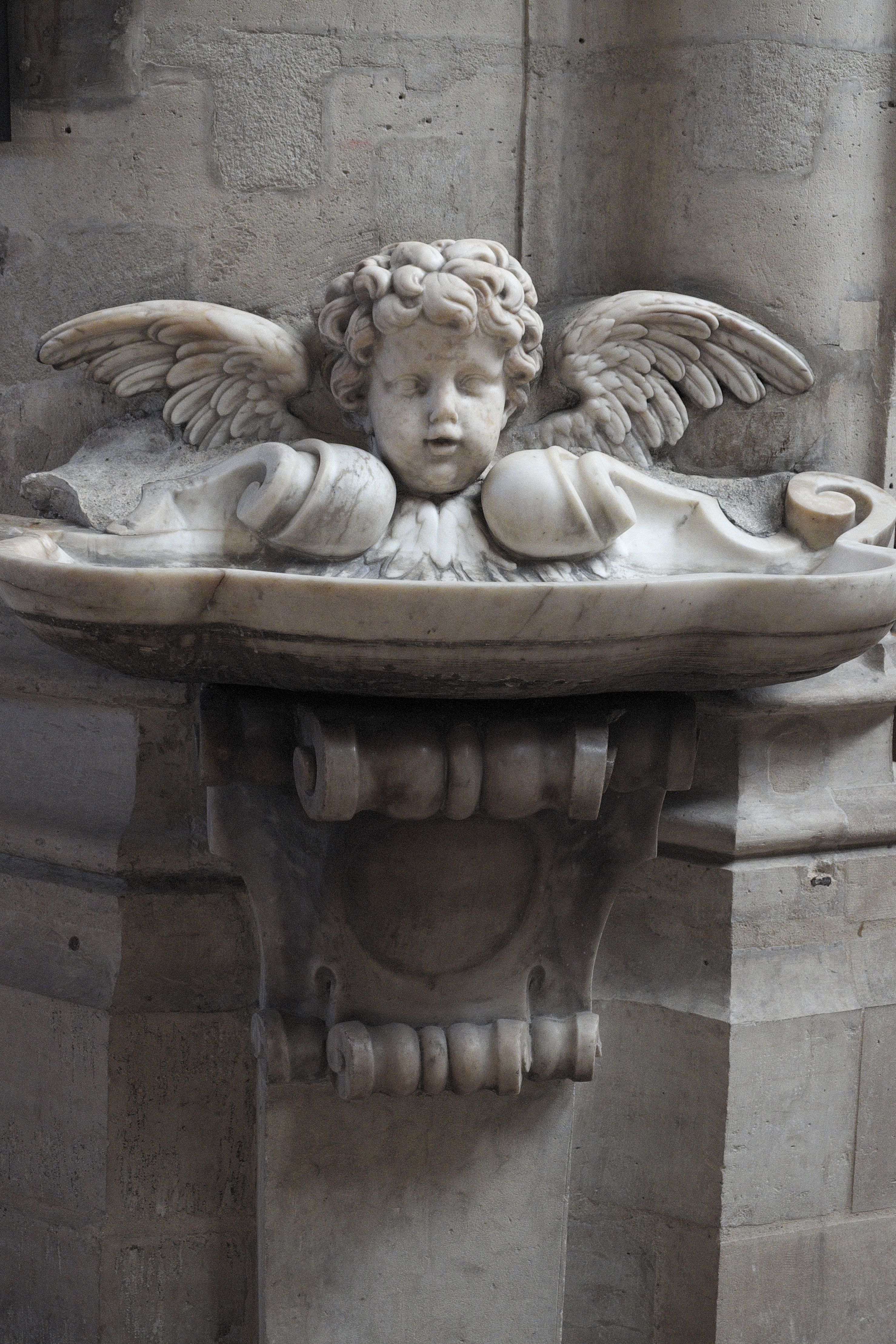
Bénitier (Saint-Germain-l'Auxerrois).

Au château de Versailles, Lerambert fait partie de la première génération de sculpteurs œuvrant aux ornements des premiers jardins, aux côtés de Philippe de Buyster, Jacques Houzeau, Étienne Le Hongre ou Gérard van Opstal. Il prend part avec Philippe de Buyster à la célèbre « Petite commande de 1664 » destinée à orner le bassin du Rondeau, à l'extrémité nord du jardin (emplacement de l'actuel Bassin du Dragon). Il sculpte ainsi entre 1664 et 1666 quatre statues de pierres représentant un Faune, un Satyre, une Joueuse de tambour et une Hamadryade dansant, aujourd'hui perdues mais connues par la gravure. La Danseuse est également représentée (comme une esquisse en terre-cuite) dans le portrait de Louis II Lerambert peint par Alexis Simon Belle longtemps après sa mort.
Toujours en 1664, il sculpte douze termes de pierre pour le « Parterre des Fleurs » (détruite)[Quoi ?] et reçoit commande en 1666 d'un Enfant tirant à l'arc en plomb (Versailles, musée national du château) pour orner la fontaine du bassin de ce même parterre. Il s'agit aujourd'hui de la plus ancienne sculpture conservée provenant des jardins de Versailles.
En 1667-1668, il sculpte aux côtés de Jacques Houzeau, d'après un modèle fourni par Jacques Sarazin, deux groupes composites en marbre et bronze représentant chacun un Sphinx chevauché par un Amour (Versailles, musée national du château). Ces deux œuvres furent installées en 1687 au degré du parterre du Midi.
Il participe avec d'autres artistes au célèbre Grand divertissement royal du 18 juillet 1668. Il exécute dans ce cadre cinq statues (Pan, Deux satyres, et Deux nymphes) pour orner la "Salle de la Collation", et participe aux décors de la "Salle des Festins", avec des statues éphémères, faites de plâtre et fourrées de paille.
Enfin, entre 1668 et 1670, l'artiste réalise six groupes en plomb représentant chacun trois enfants adossés : Trois musiciens, Trois danseurs et Trois enfants en gaine, répétés deux fois chacun. Transférés à Marly en 1689 où ils ont disparu, ils avaient été copiés en bronze et placés autour de l'Allée d'Eau, dans la partie nord des jardins de Versailles. Ces répliques en bronze sont toujours en place.
Louis Lerambert s'est marié âgé de 39 ans et huit mois avec Marie Gissey, sœur d'Henri Gissey, ingénieur et dessinateur des plaisirs du roi dont il n'a pas eu d'enfants.
Lerambert meurt à Paris en juin 1670. Sa sœur Charlotte avait épousé le peintre Noël Quillerier. Son élève Antoine Coysevox poursuivra dans son œuvre un certain goût pour les sujets « enfantins », dont Lerambert s'était fait une spécialité.

## Liste des œuvres conservées

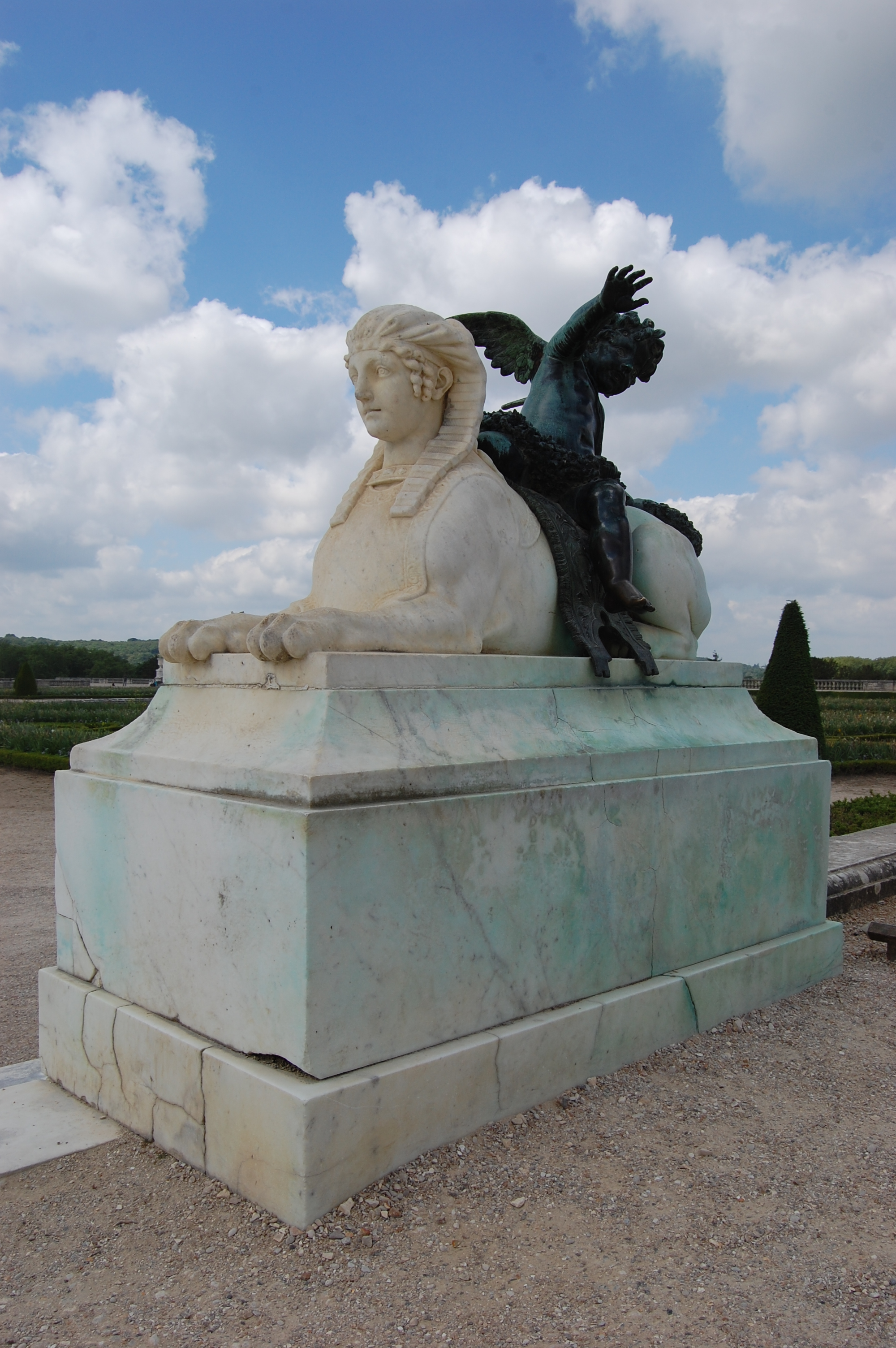
Louis Lerambert et Jacques Houzeau, L’Amour porté par un sphinx, d'après un dessin de Jacques Sarrazin, parterre du Midi, château de Versailles.

- La Mémoire et La Méditation, 1660, deux bas-reliefs en marbre, Blois, cathédrale Saint-Louis (fragments du tombeau de Jean Courtin)
- Décors de stucs, 1661, Château de Chamarande, coupole de la chapelle.
- Buste de Mazarin, marbre, Paris, Institut de France, Bibliothèque Mazarine
- Buste de Mazarin, 1664, marbre, Versailles, musée national du château
- La Sincérité, 1666-1668, pierre, Paris, pour le décor du palais des Tuileries, actuellement au musée du Louvre, galeries du Carrousel (conservée dans le parc du château de Maisons-Laffitte de 1912 à 1990)[6]
- L'Amour tirant à l'arc, 1667, plomb, Versailles, musée national du château[3]
- Deux groupes d'un Amour chevauchant un sphinx, 1668, marbre et bronze, Versailles, musée national du château
- Trois enfants danseurs, Trois enfants musiciens, Trois enfants en gaine, 1668-1670, plomb (perdus) copiés en bronze, Versailles, musée national du château
- Deux bénitiers, marbre, Paris, église Saint-Germain-l'Auxerrois
- Buste de satyre et Buste de bacchante (attribués à Lerambert), Paris, musée du Louvre
- Tombeau du marquis de Dampierre, cimetière Notre-Dame de Versailles